# Maillot vert

Maillot vert

Le maillot vert est un maillot distinctif de couleur verte porté par le coureur occupant la première place d'un classement au cours de certaines compétitions par étapes de cyclisme sur route. Il peut être porté par le leader d'un classement par points comme c'est le cas pour le Tour de France ou bien pour récompenser le meilleur grimpeur comme ce fut le cas pour le Tour d'Italie. 

## Le maillot vert sur les grands tours
Le maillot est attribué sur les grands tours pour le leader de différents classements :
- Tour de France : 

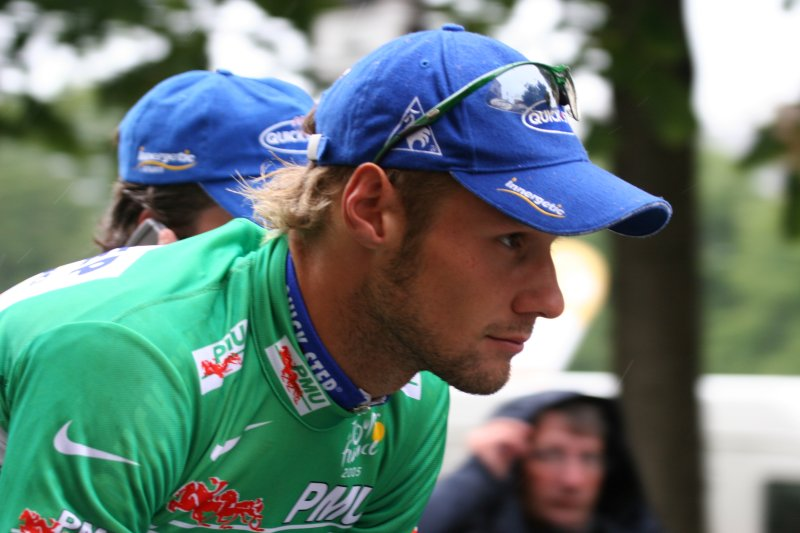
Le Belge Tom Boonen revêtu du maillot vert sur le Tour de France 2007

  - classement par points (depuis 1953, sauf en 1968 où il est rouge)[1]

- Tour d'Italie : 
  - classement de la montagne (de 1974 à 2011)

- Tour d'Espagne :
  - classement par points (de 1987 à 1989 et depuis 2009)
  - classement de la montagne (de 1935 à 1985 et de 1990 à 2008)

## Le maillot vert sur les autres courses

### Pour le classement général
- Paris-Nice (de 1946 à 1950)

### Pour le classement par points

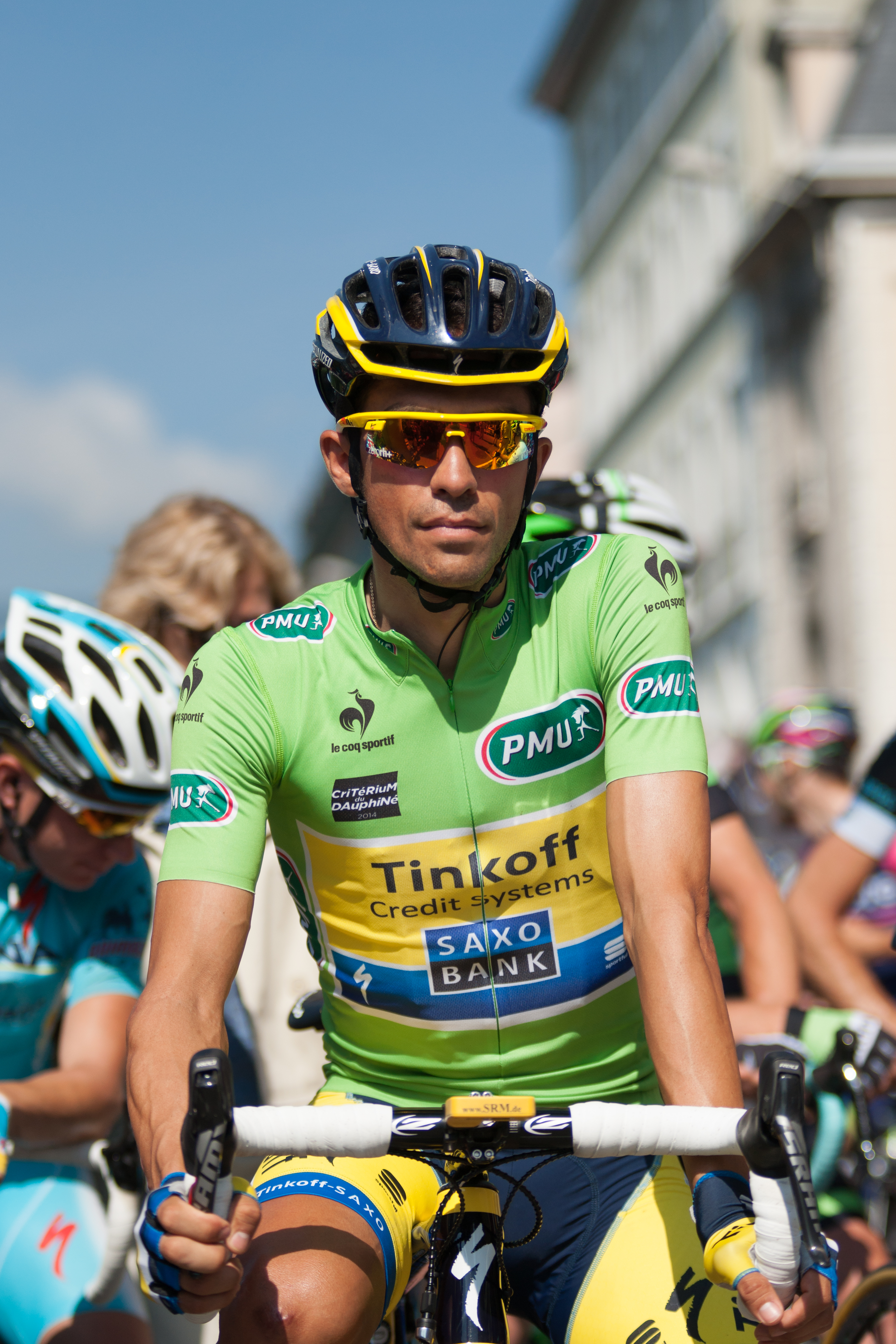
Alberto Contador avec le maillot vert lors du Critérium du Dauphiné 2014.

- Critérium du Dauphiné libéré (depuis 1955)
- Paris-Nice
- Tour de l'Avenir (depuis 1964)
- Tour de Géorgie (depuis 2003)
- Tour d'Irlande
- Tour de Californie
- Tour de Catalogne
- Tour du Danemark
- Tour de Romandie
- Tour de Pékin (depuis 2011)
- Tour cycliste international de la Guadeloupe
- Tour de Martinique

### Pour le classement de la montagne
- Tour de Pologne (depuis 1963)

- Tirreno-Adriatico
- Tour de Luxembourg
- Tour du Portugal